# کلیفتون سی. گاروین
کلیفتون سی. گاروین (انگلیسی: Clifton C. Garvin؛ زاده ۲۱ دسامبر ۱۹۲۱) یک مدیر عامل اجرایی اهل ایالات متحده آمریکا است.